# Latrunculine

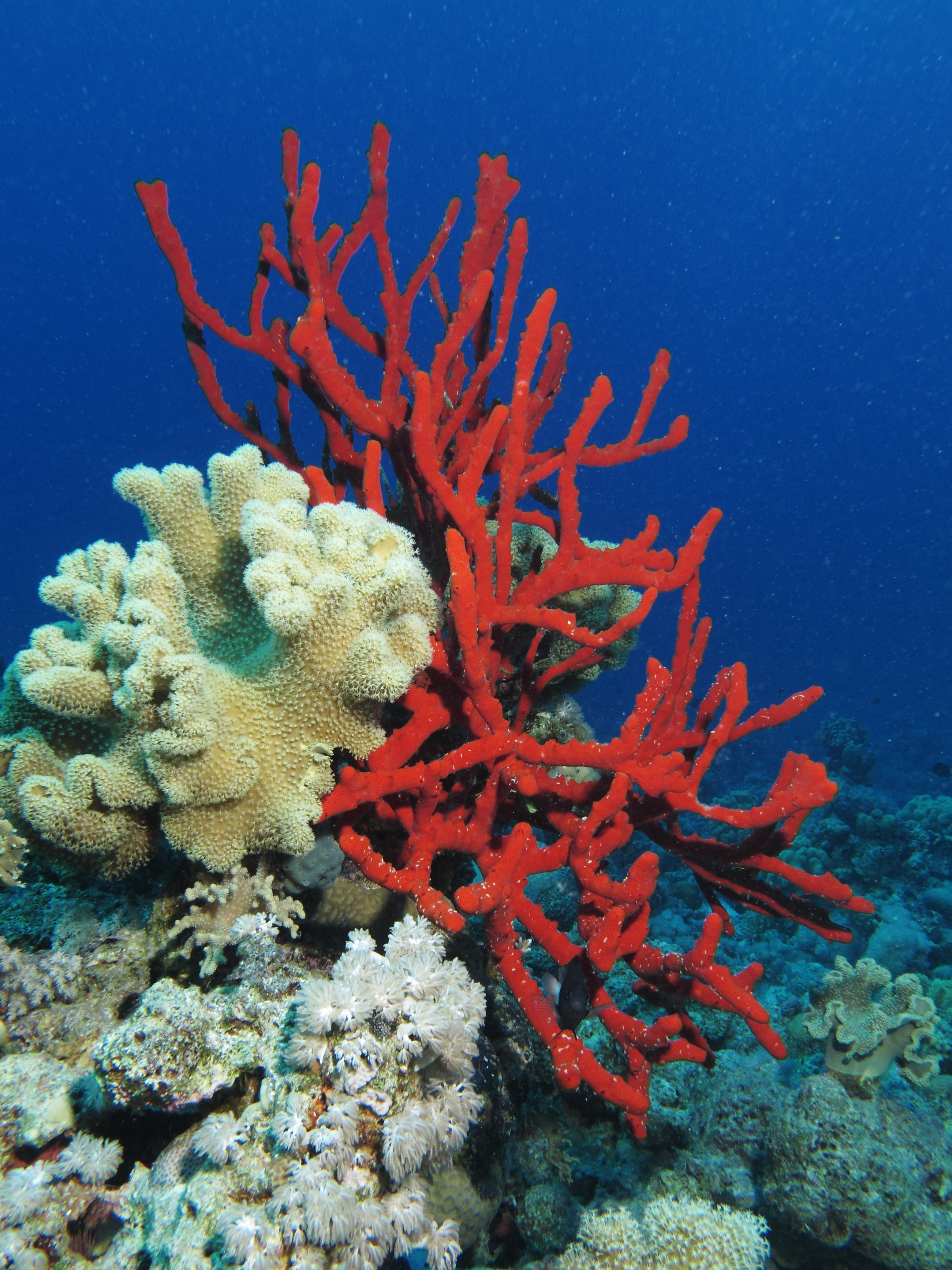
Negombata magnifica

Latrunculine sind Makrolid-Toxine, die von verschiedenen marinen Lebewesen produziert werden.  Sie sind Zytoskelett-Inhibitoren, die reversibel die Aktin-Polymerisation zu Mikrofilamenten verhindern. Sie zeichnen sich durch eine für Biomoleküle seltene Thiazolidin-2-on-Struktur aus und wirken toxisch auf eine Vielzahl von Tieren, Pflanzen und Zelllinien.

## Vorkommen und Geschichte
Entdeckt wurden sie 1983 im Seeschwamm Negombata magnifica, der im Roten Meer und dem Indischen Ozean heimisch ist. Der Schwamm Negombata magnifica aus der Klasse der Hornkieselschwämme wird etwa 70 cm groß, ist rötlich-braun gefärbt und wächst als Kolonie exponiert und in großer Zahl. Die Schwämme fallen dadurch auf, dass sie selten Fress-Schäden zeigen, obwohl sie sich nicht zwischen Korallen und Felsen verbergen. Bei Berührung gibt der Schwamm eine rötliche Flüssigkeit frei, vor der Fische davonschwimmen. Können sie nicht entkommen, wie in einem Aquarium, wirkt das Sekret tödlich. Die vergifteten Fische zeigen innerhalb von Sekunden Symptome wie Hämorrhagie und einen Verlust des Gleichgewichts. Aus diesem Sekret konnten 1983 die Toxine Latrunculin A und B, später auch C und M, die Latrunculine  G und H unter Zusatz von Formaldehyd isoliert werden. Latrunculin S konnte später aus Fasciospongia rimosa und Latrunculin T aus Negombata magnifica isoliert werden. 1986 gelang die erste Synthese von Latrunculin B, 1990 die Synthese von Latrunculin A. In den Folgejahren stellte sich heraus, dass Latrunculine ebenfalls in verschiedenen Seeschnecken der Familie der Prachtsternschnecken und anderen Schwämmen, wie Spongia mycofijiensis vorkommen.

## Eigenschaften
Latrunculine sind wachsartige Feststoffe und werden typischerweise in DMSO oder Ethanol gelöst. Beide Latrunculine sind schlecht wasserlöslich und in Lösung ist Latrunculin A stabiler als Latrunculin B. Latrunculin A zerfällt jedoch in Gegenwart von Säuren oder Laugen schneller als Latrunculin B.
| keine GHS-Piktogramme |

| keine GHS-Piktogramme |

## Wirkung
Latrunculin-A und -B verhindern die Bindung von monomerem G-Aktin an das Nukleotid Adenosintriphosphat (ATP). Nur an ATP gebundenes G-Aktin kann zum filamentösen F-Actin polymerisieren und so stören Latriculine den Aufbau des Zytoskeletts. Latrunculine wirken sehr spezifisch: Sie wechselwirken im Gegensatz zu vielen Zytoskelett-Inhibitoren nur mit Aktin und lassen Mikrotubuli intakt. Latrunculin A ist wirksamer als Latrunculin B, wobei beide mehr als 100-fach wirksamer als Cytochalasin sind.

## Verwendung
Latrunculine haben keine medizinischen Anwendungen, werden jedoch für die Grundlagenforschung produziert. Sie werden für Untersuchungen am Zytoskelett verwendet, waren mitverantwortlich für die Entdeckung von Cadherin und verändern die elektrische Aktivität von Nervenzellen. Latrunculin-Derivate haben Potential als neuartige Chemotherapeutika.

## Verwandte Wirkstoffe
Die Phallotoxine des Grünen und des Weißen Knollenblätterpilzes binden irreversibel an F-Actin und behindern die Depolymerisation der Mikrofilamente. Insbesondere auf Mikrotubuli wirkt das Colchicin der Herbstzeitlose, sowie das Chemotherapeutikum Vinblastin, und Paclitaxel, einer der Giftstoffe der Pazifischen Eibe.